# 아이드로퍼 필러

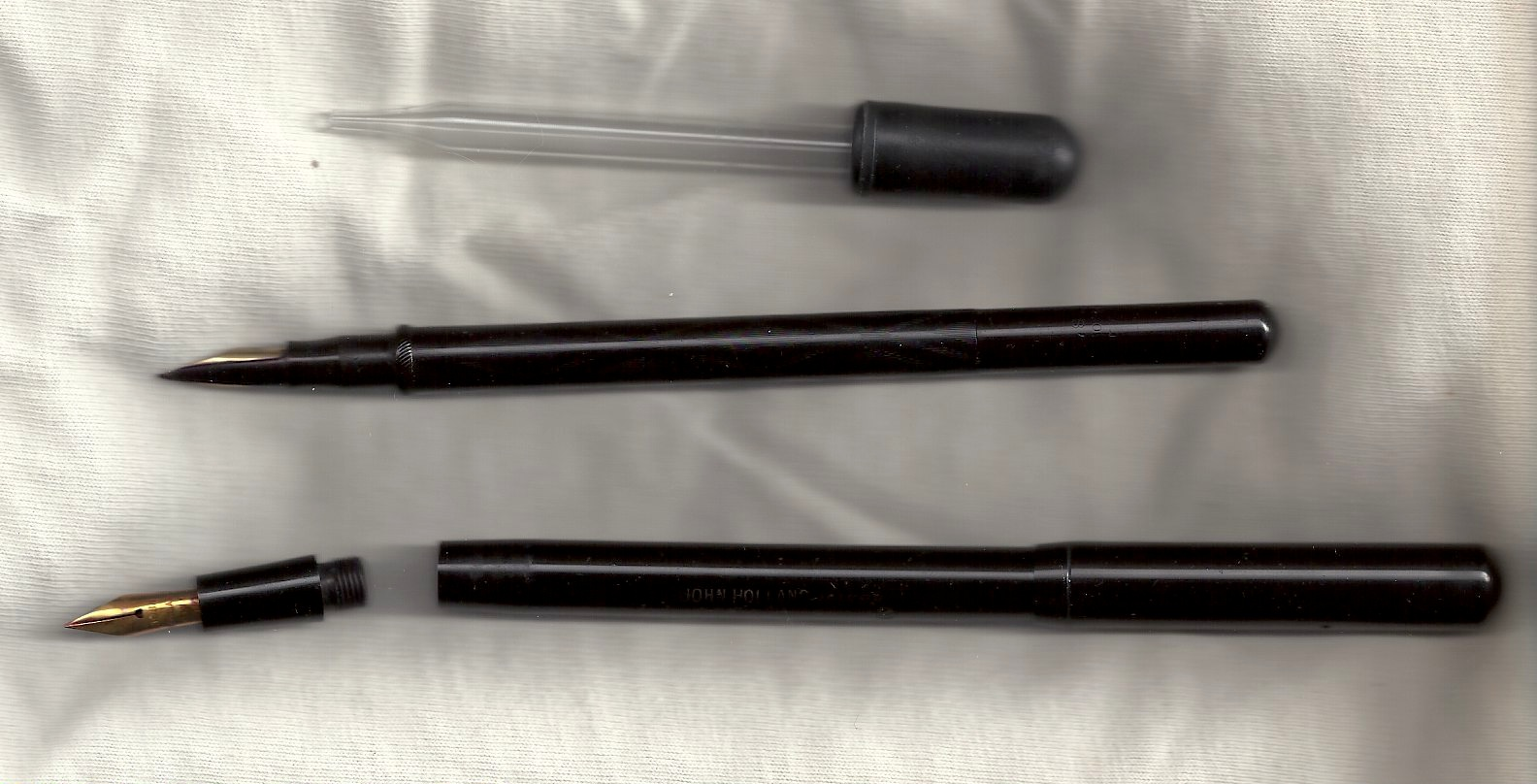
맨 위의 것이 아이드로퍼이다.

아이드로퍼 필러(Eyedropper Filler)는 만년필에서 아이드로퍼(스포이트)로 배럴에 직접 잉크를 채우는 방식이다. 만년필 잉크 주입 방식 중 가장 오래된 것으로 아이드로퍼를 이용해 잉크를 채운 뒤, 손잡이와 배럴 사이의 결합부에 실리콘 윤활유를 바른 후 체결한다.
주입 영상